# Bloomfieldstadion
Het Bloomfieldstadion (Hebreeuws: אצטדיון בלומפילד) is een voetbalstadion in Tel Aviv in Israël. Het heeft een capaciteit van 29.400 plaatsen. De huidige bespelers zijn de voetbalclubs Maccabi Tel Aviv, Hapoel Tel Aviv en Bnei Jehoeda Tel Aviv
Het stadion is gebouwd op de plek waar eerder het Basastadion stond. Dat stadion was sinds 1950 in gebruik door Hapoel Tel Aviv. Het geld voor de bouw van een nieuw stadion kwam van een Canadees goed doel, de Canadian Association of Labour Israel. De organisatie vernoemde het stadion naar Bernard M. en Louis M. Bloomfield, om hen zodoende te eren voor hun inzet voor de sport in Israël.
De eerste wedstrijd vond plaats op de officieuze openingsdag op 13 oktober 1962. Het werd een 1-1 gelijkspel tussen Hapoel en Sjimsjon. Tijdens de officiële openingsdag op 13 december speelde Hapoel een wedstrijd tegen de Nederlandse club Sportclub Enschede.
In 2000 werd het stadion ook de thuisbasis van Maccabi Tel Aviv, nadat het Ramat Ganstadion dat lange tijd was. Vier jaar later kwam daar ook Bnei Jehoeda bij, wat het Bloomfieldstadion het enige voetbalstadion in Israël met drie bespelers maakt. In september 2010 plaatste de UEFA het stadion in de vierde categorie van de stadionclassificatie, waarmee het de mogelijkheid kreeg Champions League-wedstrijden uit de groepsfase toegewezen te krijgen. In 2013 was het een van de speelstadia tijdens het Europees kampioenschap voetbal onder 21.
Naast sportevenementen traden ook enkele internationale artiesten op in het Bloomfieldstadion, waaronder Phil Collins, The Black Eyed Peas, Scorpions, Barbra Streisand en Rihanna.